# 半壁山镇
半壁山镇，是中华人民共和国河北省承德市兴隆县下辖的一个乡镇级行政单位。2019年被评为中国文化百强镇。

## 行政区划
半壁山镇下辖以下地区：
松树林村、田杖子村、赵杖子村、佛爷来村、西窝铺村、半壁山村、东闫杖子村、摆宴堂村、靳杖子村、西榆树沟村、得山村、楸木林村、河沿子村、小子庄村、伙山子村、车道峪村、大碌洞村、八仙沟村、小碌洞村、靠山村、驴叫村和黄门子村。

## 交通
长深高速、 112国道过境。